# 貸別荘
貸別荘（かしべっそう、英語：Vacation Rental、Holiday Home）は、個人や企業が所有する別荘を、一定期間貸し出す形態の宿泊施設である。
主に観光地やリゾート地に位置しており、旅行者や休暇を過ごす人々に利用される。

## 概要
貸別荘は、ホテルや旅館とは異なり、宿泊者が自宅のように過ごせることが特徴である。家具や家電、調理器具などが完備されており、長期滞在にも適している。日本では、観光地や温泉地に多く見られ、家族旅行やグループ旅行に利用されることが多い。

## 歴史
貸別荘の概念は、古くから存在していたが、特に20世紀後半から普及し始めた。日本では、バブル経済期に多くの別荘が建設され、その後の不況で利用されなくなった別荘が貸し出されるようになった。近年では、インターネットの普及により、オンラインでの予約が可能となり、利用者が増加している。

## 利用方法
貸別荘の予約は、インターネットを通じて行うのが一般的である。専用の予約サイトや、不動産会社のウェブサイトから予約が可能である。料金は、宿泊期間やシーズン、施設の規模によって異なる。

## メリットとデメリット
メリット
- プライバシーが確保される
- 自炊が可能である
- 大人数での宿泊が可能である

デメリット
- 清掃やゴミ処理などの手間がかかる
- ホテルのようなサービスがない
- 交通手段が限られる場合がある

## 日本における主な貸別荘地
- 軽井沢（長野県）
- 箱根（神奈川県）
- 那須（栃木県）
- 伊豆（静岡県）
- 北海道（ニセコ、富良野など）

## 法規制
日本では、貸別荘の運営には旅館業法が適用される場合がある。また、建築基準法や消防法などの法規制も遵守する必要がある。特に、民泊として運営する場合は、自治体の条例に従う必要がある。